# Hoda Saad
Pour les articles homonymes, voir Saad.
Hoda Saad (en arabe : هدى سعد), née le 22 novembre 1981 à Casablanca (Sidi Ôtmane)  est une auteure-compositrice-interprète marocaine. Elle est engagée par Rotana Records après être apparue sur The X Factor, XSeer Al Najah en 2006, et sort son premier album en 2008, et le second en 2011.

## Biographie

### Jeunesse et débuts
Elle est issue d'une famille d'artistes qui l'ont encouragée depuis son plus jeune âge à faire une carrière musicale. Elle est entrée au conservatoire à l'âge de 12 ans. Sa voix et son visage lui ont permis d'être remarquée. Elle a ensuite pris part à un concours marocain de chant, Noujoum El Ghad (en arabe : نجوم الغد), produit par la chaîne locale 2M, dans lequel elle est arrivée troisième. Souhaitant diversifier ses possibilités, elle est allée en Suisse, exactement à Genève, et a étudié à l'Institut supérieur de musique, dans laquelle elle s'est familiarisée avec la musique occidentale.

### Carrière
En 2006, elle participe de la version arabe de l'émission The X Factor produit par Rotana Group, qui a également fait découvrir le Marocain Rajaa Kasabni (qui a finalement gagné). Hoda s'est fait éliminer par le chanteur égyptien et le juge Nelly Artin Kalfayan, mais sa voix a retenu l'attention du PDG de Rotana, Salim El Hindi, qui l'a invitée à se joindre au label. Elle a sorti son premier album Ertaht en 2008, qui comporte des chansons dans des dialectes différents :  l'arabe marocain de son pays natal, le libanais, l'égyptien et l'arabe du Golfe. Trois singles de cet album ont été sortis accompagnés de clip vidéo, deux chansons égyptiennes Ma Saddaq et Ma Kountesh, et la chanson marocaine Ma Tfakarnish écrite et composée par elle. Il est très rare que les artistes marocains sortent des singles en dialecte marocain, moins adapté au marché moyen-oriental. Mais le single a été un bon succès, en raison de l'efficacité de la promotion de Rotana, et Hoda a été présentée sur de nombreuses scènes et des émissions de télévision à travers le Moyen-Orient.
Elle a chanté un duo avec le chanteur irakien Majid El Muhandes, intitulé Ala Bali et a publié un autre succès en dialecte marocain, Bghito Walla Krehto, également écrit et composé par elle. Le clip a été tourné en Turquie. Le single a été inclus dans son deuxième album intitulé Tayr El Hob, sorti en 2011 et produit par Rotana. Cet album est une première dans le Moyen-Orient d'un album entièrement en dialecte marocain. Hoda a écrit et composé toutes les chansons et les a enregistrées  dans des studios au Royaume-Uni, au Liban  et en Égypte. Un deuxième single de l'album a été accompagné d'un clip vidéo, Tayr El Hob en janvier 2012. Hoda Saad a écrit des chansons pour d'autres chanteuses marocaines comme Asmaa Lamnawar, Tahra Hamamish ou Leila Gouchi et a même écrit et composé une chanson pour la grande chanteuse syrienne Assala Nasri,.

## Albums
- Ertaht (2009), produit par Rotana Records

1. Ma Kontesh – (En Arabe Égyptien)
2. Ma Saddaq – (En Arabe Égyptien)
3. Maghroumi Feek – (Libanais, Arabe)
4. Abou El Aarif – (En Arabe Égyptien)
5. Jeet Nsaydo wa Sayadni – (arabe Marocain)
6. Ma Tfakarnish – (Arabe Marocain)
7. Ma Baddak – (Libanais, Arabe)
8. Ertaht – (En Arabe Égyptien)
9. Allah Yestar – (Golfe Arabe)
10. Tameni Aleik – (En Arabe Égyptien)
11. Mazal Nabghik compo Hoda Saad – (Arabe Marocain)

- Tayr El Hob (2011), produit par Rotana Records

1. Tayr El Hob – (Arabe Marocain)
2. El Nass – (Arabe Marocain) compo hoda Saad
3. Mohima Rasmiya – (Arabe Marocain)
4. El Ashra – (Arabe Marocain)
5. Shafok M'aha -(arabe Marocain)
6. Narila – (Arabe Marocain , composée par  Hoda Saad )
7. Leyla Nahari – (Arabe Marocain)
8. Bghito Walla Krehto – (Arabe Marocain)
9. Nhawel Ensa – (Arabe Marocain)
10. Mazal Nebghik – (Arabe Marocain)
11. Mreeda – (Arabe Marocain)

## Vidéo-clips
- Ma Saddaq (2008) réalisé par Fadi Haddad
- Ma Tfakarnish (2009) réalisé par Waleed Nassif
- Ma Kountesh (2009) réalisé par Waleed Nassif
- Bghito Walla Krehto (2010) réalisé par Fabien Dufils
- Tayr El Hob (2012) réalisé par Randa Alam

## Décorations
- Le 22 août 2016, elle est décorée chevalière du Ouissam Al Moukafâa Al Wataniya — ordre du Mérite national[5] — par le roi Mohammed VI.